# Садист (фильм, 1963)
«Садист» (англ. The Sadist), также выходил под названиями Profile of Terror и Sweet Baby Charlie — американский чёрно-белый триллер 1963 года режиссёра Джеймса Лэндиса. Дистрибьюторами фильма стали Fairway International Pictures в США, и Prima Film в Канаде.
Сюжет фильма является вольной интерпретацией преступлений, совершённых Чарльзом Старквезером и его подружкой Кэрил Фьюгейт. Также их история легла в основу фильмов «Пустоши» (1973), «Убийство в провинции» (1993) и «Прирождённые убийцы» (1994).

## Сюжет
Трое школьных учителей — Эд Стайлз, Дорис Пейдж и Карл Оливер едут через Южную Калифорнию в Лос-Анджелес, чтобы посмотреть матч Доджерс. Автомобиль Chevrolet Bel Air, на котором они путешествуют, выходит из строя, и они решают заехать на находящуюся неподалёку свалку/автомастерскую. После небольшого осмотра Стайлз делает вывод, что необходимо заменить топливоподкачивающий насос. Они осматривают территорию свалки в поисках владельца, но никого не находят. 
В доме Оливер находит ещё тёплую пищу и стол, накрытый на четверых. После этого троица собирается как можно быстрее покинуть это место, но внезапно появляется вооружённый кольтом рослый подросток Чарли Тиббс вместе со своей девушкой Джуди Брэдшоу и берёт их на мушку. Эта парочка на протяжении последних нескольких дней едет из Аризоны, и «ради забавы» совершила несколько хладнокровных убийств. Под угрозой смерти он заставляет Стайлза починить машину, так как им необходимо сменить средство передвижения, чтобы отвлечь разыскивающую их полицию. Пока Стайлз чинит автомобиль, Тиббс и Джуди развлекаются тем, что жестоко издеваются над заложниками.

## В ролях
| Актёр            | Роль                                |
| ---------------- | ----------------------------------- |
| Арч Холл-младший | Чарльз Тиббс                        |
| Ричард Альден    | Эд Стайлз                           |
| Хелен Хоуи       | Дорис Пейдж                         |
| Дон Расселл      | Карл Оливер                         |
| Мэрилин Мэннинг  | Джуди Брэдшоу                       |
| Джоан Ховард     | миссис Миллер (в титрах не указана) |
| Арч Холл-старший | рассказчик (в титрах не указан)     |

## Производство
Съёмки фильма проходили в Ньюхолле, Калифорния. Он был снят известным оператором Вилмошем Жигмондом за двухнедельный период и стоил 33,000 долларов. Садист стал первым американским фильмом Жигмонда.

## Релиз
Первоначально предполагалось выпустить фильм в паре (double feature) с кинолетной Рэя Денниса Стеклера «Невероятно странные создания, которые перестали жить и превратились в зомби» (1964), но Стеклер отложил выход своего фильма, так как чувствовал, что приоритет на двойном билете достанется Садисту. Позднее Арч Холл-младший говорил, что в любом случае это была плохая идея.
В 1963 году фильм был запрещён к показу на территории Великобритании. Его полная версия появилась в Британии на видео в 1999 году.
В 2007 году независимая компания Apprehensive Films издала его на DVD.

## Факты
- Садист является любимым фильмом режиссёра Джо Данте, обладающего 35мм плёнкой фильма, которая становилась источником для многих DVD-изданий.[4]
- Ричард Альден заявлял, что в целях экономии денег в фильме использовались настоящие боеприпасы.[5] Арч Холл-младший, являвшийся метким стрелком, сообщил журналистам, что после провала нескольких попыток выстрелить холостыми пулями он решил стрелять настоящими над головами других актёров и они согласились, в результате чего несколько выстрелов в фильме полностью реальны.
- При создании образа психопата-убийцы Арч Холл-младший взял за основу Томми Удо из фильма 1947 году Поцелуй смерти.
- Чарльзу Старквезеру и Кэрил Фьюгейт, за основу которых были взяты персонажи Чарли и Джуди, на самом деле было 19 и 14 лет соответственно. В фильме же, хотя Джуди и ведёт себя словно 14-летний подросток, по радио сообщают что Чарли 20 лет, а ей 18. Это было сделано, чтобы избежать проблем с цензорами.
- Арч Холл-младший и Хелен Хоуи в реальной жизни являются кузенами, мать Хоуи была сестрой отца Холла.
- Двоих мотополицейских сыграли настоящие полицейские, занимавшиеся эскортом и находившиеся не при исполнении.